# Komitet do spraw Światowego Dziedzictwa Kulturowego w Polsce
Komitet do spraw Światowego Dziedzictwa Kulturowego w Polsce – organ pomocniczy przy Ministrze Kultury, Dziedzictwa Narodowego i Sportu, powołany zarządzeniem nr 39 Ministra Kultury i Dziedzictwa Narodowego z dnia 30 października 2007. 
Do zadań Komitetu należy opracowywanie opinii, wniosków, analiz i ekspertyz oraz podejmowanie innych działań związanych z realizacją postanowień Konwencji w sprawie ochrony światowego dziedzictwa kulturowego i naturalnego, przyjętej przez UNESCO w 1972 i ratyfikowanej przez Polskę w 1976. Komitet m.in. weryfikuje i ocenia wnioski o umieszczenie polskich obiektów na Liście informacyjnej jako potencjalnej kandydatury do wpisu na Listę światowego dziedzictwa UNESCO. 
Pracami komitetu kieruje Małgorzata Rozbicka, dyrektor Narodowego Instytutu Dziedzictwa. Jego członkami są: 
- Jacek Purchla – przedstawiciel Międzynarodowego Centrum Kultury
- Jacek Dąbrowski – przedstawiciel Ministerstwa Kultury i Dziedzictwa Narodowego
- Sławomir Ratajski – przedstawiciel Polskiego Komitetu ds. UNESCO
- Aleksander Böhm
- Jerzy Jasieńko
- Zbigniew Mirek
- Zbigniew Myczkowski
- Katarzyna Piotrowska
- Bogusław Szmygin.

Obsługę administracyjno-biurową komitetu zapewnia Narodowy Instytut Dziedzictwa.